# Sud (Cameroun)
Sud eller Syd er en region i Cameroun med hovedstad i byen Ebolowa.

## Geografi
Regionen ligger i den sydlige del af landet og grænser op til regionerne Littoral mod nordvest, Centre mod nord, Est mod nordøst og øst, Republikken Congo mod sydøst, Gabon mod syd, Ækvatorialguinea mod sydvest og Atlanterhavet mod vest.

## Inddeling
Regionen er inddelt i 4 departementer. I tabelle ses de sammen med deres hovedbyer.
| Departement    | Departementshovedstad |
| -------------- | --------------------- |
| Dja-et-Lobo    | Sangmélima            |
| Mvila          | Ebolowa               |
| Océan          | Kribi                 |
| Vallée-du-Ntem | Ambam                 |

- Steder i Lobé og Kribi
- Lobestranden
- Lobévandfaldet
- Kibi Débarcadère
- Kribi Down Beach